# Comuna de Ludwin
Ludwin (polaco: Gmina Ludwin) é uma gminy (comuna) na Polónia, na voivodia de Lublin e no condado de Łęczyński. A sede do condado é a cidade de Ludwin.
De acordo com os censos de 2004, a comuna tem 4986 habitantes, com uma densidade 41,3 hab/km².

## Área
Estende-se por uma área de 120,51 km², incluindo:
- área agricola: 70%
- área florestal: 14%

## Demografia
Dados de 30 de Junho 2004:
|                      | Total   | Total | Mulheres | Mulheres | Homens  | Homens |
| -------------------- | ------- | ----- | -------- | -------- | ------- | ------ |
|                      | pessoas | %     | pessoas  | %        | pessoas | %      |
| População            | 4981    | 100   | 2425     | 48,7     | 2556    | 51,3   |
| Densidade (pop./km²) | 41,3    | 100   | 20,1     | 20,1     | 21,2    | 21,2   |

De acordo com dados de 2002, o rendimento médio per capita ascendia a 1488,63 zł.

## Comunas vizinhas
- Cyców, Łęczna, Ostrów Lubelski, Puchaczów, Sosnowica, Spiczyn, Urszulin, Uścimów